# 일본의 고속도로

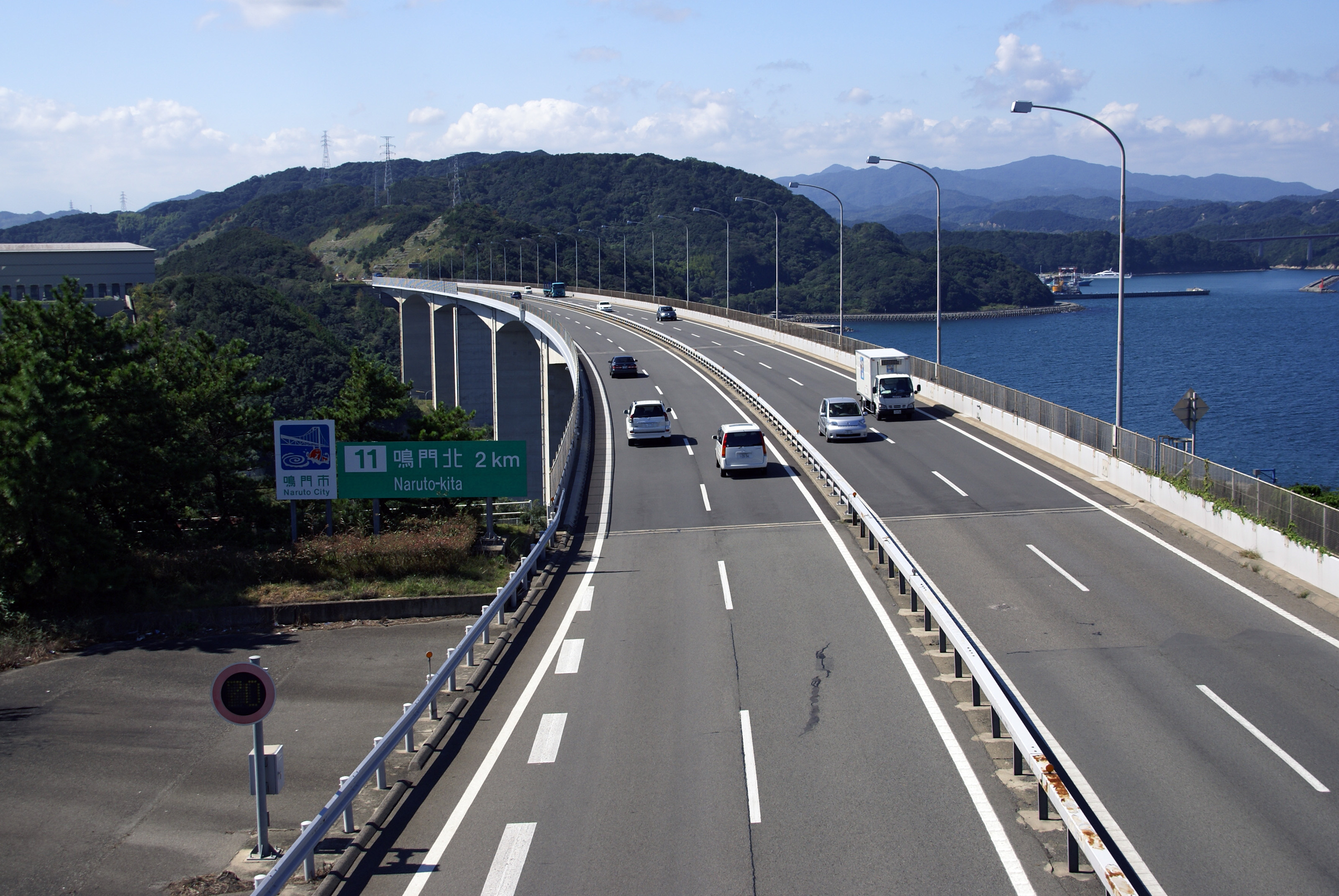
일본의 고속도로
고베 아와지 나루토 자동차도 (도쿠시마현 나루토시)

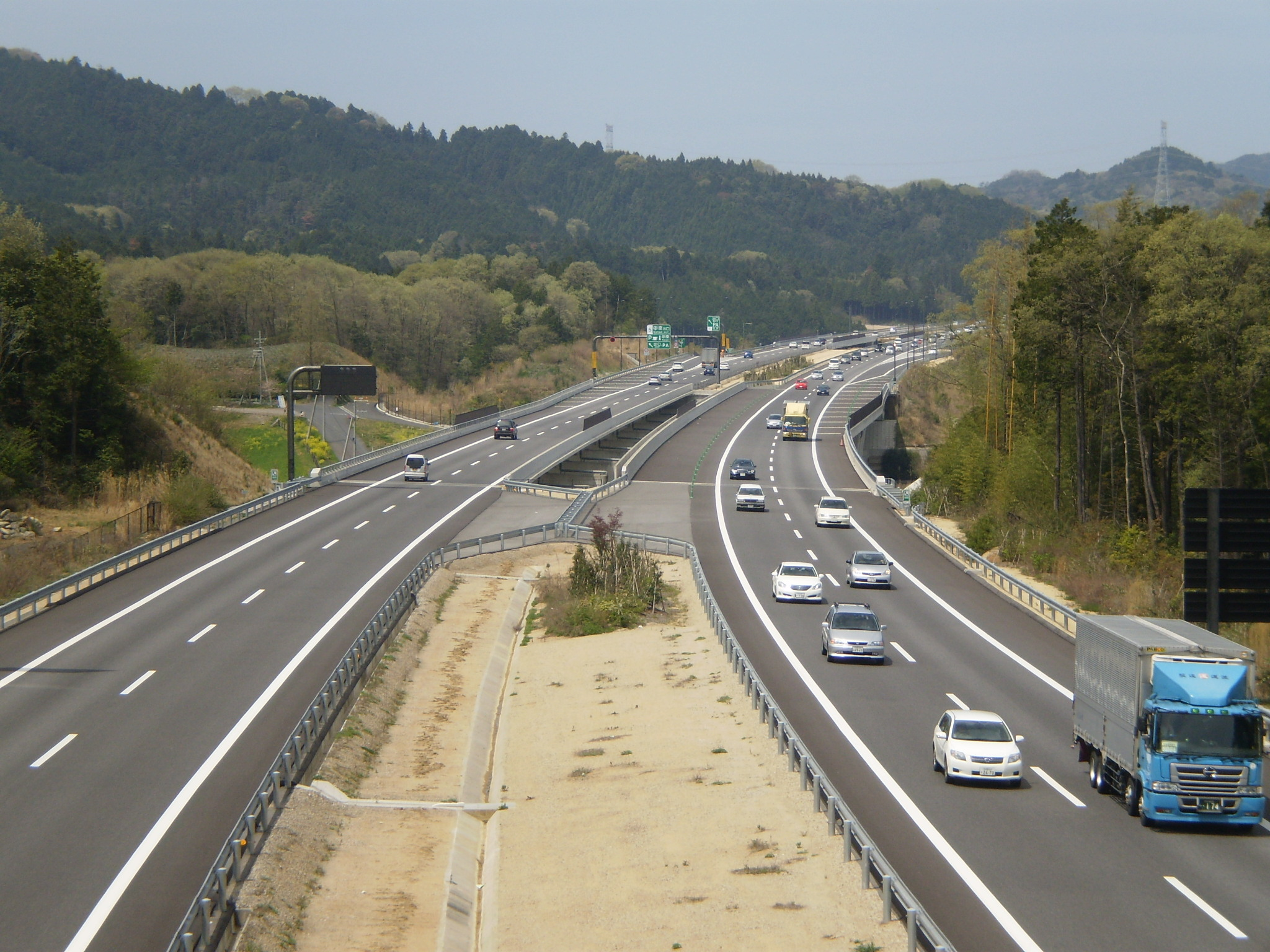
신메이신 고속도로 (시가현 고카시)

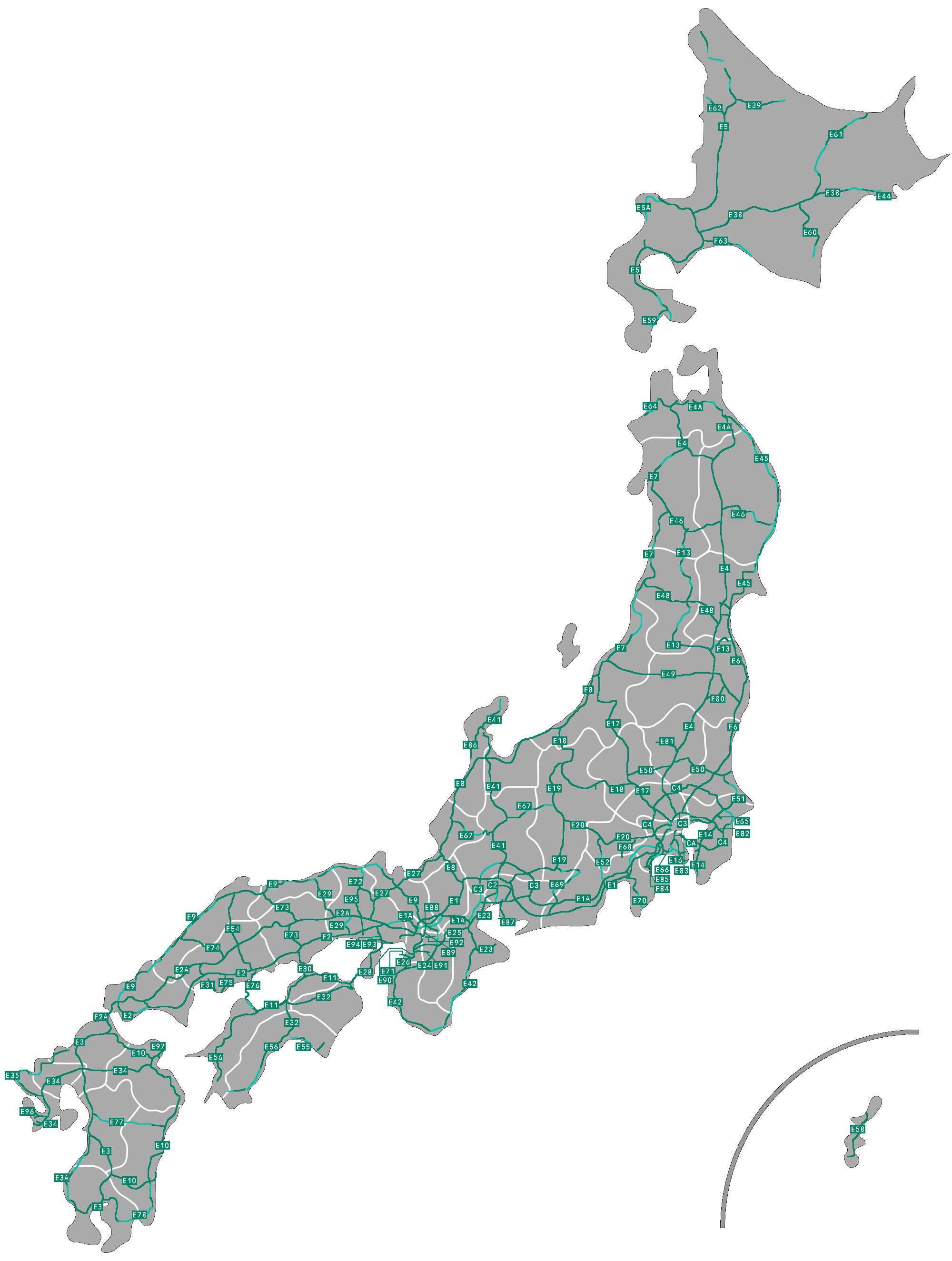

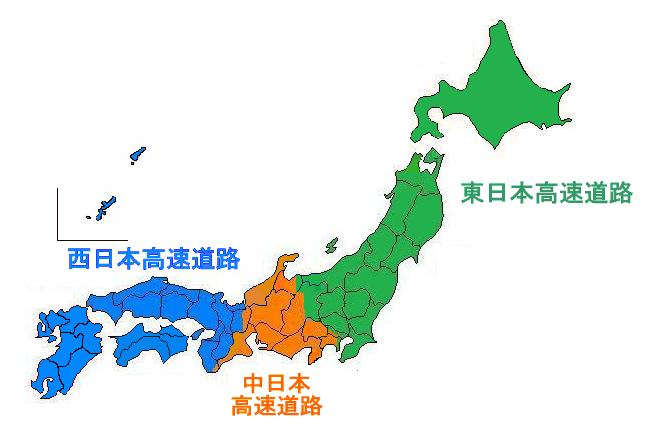
일본 고속도로 관리회사의 관할지역

이 글에서는 일본의 고속도로(일본어:日本の(니혼노) 高速道路) 에 대해 다룬다.

## 고속도로의 호칭
일반적으로는 고속도로(高速道路), 또는 단순히 고속(高速)이라고 불린다. 노선명은 정확히는 영업 노선명과 법정 노선명으로 나뉜다. 예컨대,
- 도메이 고속도로의 경우, 영업 노선명은 도메이 고속도로(약칭 도메이 고속, 도메이)이나, 법정 노선명은 제1도카이 자동차도이다.
- 도호쿠 자동차도의 경우, 영업 노선명은 도호쿠 자동차도(약칭 도호쿠도)이지만, 법정 노선명은 도호쿠 종관 자동차도 히로사키 선이다.

고규격 간선 도로로 정의된 노선명은 대개 자동차도라는 노선명이 붙으나, 이것은 도로 운송법에 근거한 자동차도가 아니고 도로법에 근거한 도로이다.
고속도로라는 호칭이 쓰이게 된 것은 도메이 고속도로, 메이신 고속도로, 신메이신 고속도로, 신도메이 고속도로 뿐이며, 도메이와 메이신의 경우 도로의 계획, 건설 과정에서 민간에게 고속도로라는 통용 명칭이 사용되었기 때문에 발생한 예외이다. 신메이신의 경우에는 메이신에 맞추기 위해서 고속도로라는 명칭이 붙었다.

## 법령상의 정의
법령상의 고속도로의 정의에 대해서는 몇개의 것이 있다.
도로교통법 제108조의 28에 근거하는 국가공안위원회의 고시인 교통의 방법에 관한 교칙(1978년 10월 30일 국가공안위원회고시 제3호 (최종개정 2004년 8월 27일)) 제7장

"고속도로는 고속자동차국도와 자동차전용도로를 말한다. 고속도로에서는 미니카(마이크로카), 총배기량 125cc이하의 보통자동이륜차(소형자동이륜차), 원동기부자전거는 통행할 수 없다. 또 농경용작업차와 같이 구조상 매시 50km이상의 속도가 나오지 않는 자동차나 다른 차를 견인하고 있어 매시 50km이상의 속도로 달릴 수 없는 자동차도 고속자동차국도를 통행할 수 없다."
고속도로주식회사법 (2004년 6월 9일 법률 제99호) 

제2조

제2항 이 법률에 있어서 "고속도로"는 그 다음에 내거는 도로를 말한다. 

1. 고속자동차국도법 (1957년 법률 제79호)제4조 제1항에 규정하는 고속자동차국도

2. 도로법 제48조의 4에 규정하는 자동차전용도로(동법 제48조의 2 제2항의 규정에 의해 도로의 부분으로 지정을 받은 것에 있어서는, 당해지정을 받은 도로의 부분 이외의 도로의 부분 가운데 국토교통성령으로 정하는 것을 포함한다.) 및 이것과 동등한 규격 및 기능을 소유하는 도로(일반국도, 도도부현도 또는 동법 제7조 제3항에 규정하는 지정시의 시도인 것에 한한다. 이하 "자동차전용도로등"이라고 총칭한다. )

## 도로조건, 통행조건
도로구조령으로 제1종, 제2종에 구분하는 도로가 고속도로이지만 예외적으로 제3종, 제1급의 도로를 출입제한을 해 자동차전용도로로 지정하고 있는 도로도 있다. 

고속도로는 아래의 조건을 충족하고 있다.
- 출입은 인터체인지 등의 램프에 한정되는 것
- 원칙으로서 왕복 차선이 중앙분리대에 의해 분리되고 있는 것(잠정 2차선을 제외한다)
- 다른 도로와 철도 등과의 교차 방식은 입체교차인 것
- 자동차의 고속통행에 적합한 선형이 되어 있는 것.

또, 고속도로의 통행 조건은 아래와 같다.
- 자동차(125cc를 넘는 자동이륜을 포함한다)의 통행에 한한다. 보행자, 경차량, 미니카(마이크로카), 125cc이하의 자동이륜, 원동기부자전거는 통행할 수 없다.(고속자동차국도 및 최저속도 제한이 있는 자동차전용도로에서는 소형특수자동차나 다른 차를 견인하고 있는 자동차 등 50km/h이상의 속도를 낼 수 없는 자동차도 통행불가)
  - 자동이륜에 관해서는 2005년의 법 개정에 따른 2인 승차의 금지가 해제되었다. 20세이상, 보통이륜면허 또는 대형이륜면허을 받고 있었던 기간이 3년 이상이라면 운전자 이외의 동승자가 탑승한 상태에서도 고속도로 통행이 가능하다.(수도고속도로의 일부구간은 제외)

## 분류
일본의 고속도로는 다음과 같이 나뉜다.
- 고규격 간선 도로
  - 고속 자동차 국도 (A 노선)
    - 고속 자동차 국도법 제4조 (고속 자동차 국도의 의의와 노선의 지정)에 기초하여 고속 자동차 국도의 노선을 지정하는 정령에 의해 지정된 노선을 의미한다. 원래 국도의 건설과 관리는 도로 관리자인 국토교통 대신이 맡고 있으나 고속 자동차 국도는 법령에 의해 각각 동일본 고속도로, 중일본 고속도로, 서일본 고속도로 3개 민간 회사에게 위임되어 있다.
      - 국토 개발 간선 자동차도 (국간도)
        - 국토개발 간선 자동차도 건설법에 기초하여 건설이 예정된 고규격 간선 도로의 한 종류이다. 미개통 구간을 포함하면 약 11,520 km 정도이며, 예정 노선 중에서 기본 계획이 결정된 구간부터 순차적으로 정령에 의해 고속 자동차 국도의 노선으로 지정한다.

      - 고속 자동차 국도로 건설해야하는 도로의 예정 노선 중 정령으로 지정된 것
        - 나리타 국제공항선, 간사이 국제공항선, 간몬 자동차도, 오키나와 자동차도의 4 노선을 이른다.

  - 고속 자동차 국도에 병행하는 일반국도 자동차 전용 도로 (A' 노선)
    - 고속 자동차 국도로 정비되는 노선 중 전 구간 정비의 필요성은 낮지만 부분적으로 병행하는 구간의 혼잡 완화와 산간부 도로의 험난함을 해소하기 위해서 일반국도의 일부 구간에 대해 선행 정비한 노선을 일컫는다. 고속 자동차 국도에 편입되는 일도 있으며, 세금과 각 고속도로 회사에서 건설비를 투입하여 건설하는 노선이다.

  - 국토교통 대신 지정에 기초하여 지정된 고규격 간선 도로 (일반국도의 자동차 전용 도로) (B 노선)
    - 일본 도로법 제48조 2항에 근거하여 국토교통 대신이 지정한 노선을 일컫는다.

  - 혼슈 시코쿠 연결 도로
    - B 노선에 준한다.
- 지역 고규격 도로
  - 도시권 자동차 전용 도로
    - 도시고속도로 급의 중요 노선.

  - 일반
    - 도시권 자동차 전용 도로를 제외한 모든 노선.
- 그 밖의 기타 노선.
  - 이상의 분류에서 지정되지 않은 자동차 전용도로 노선.

## 역사
미국이나 유럽에 비하여 자동차의 보급이 늦었던 일본에서는 고속도로의 건설이 비교적 늦은 시기에 시작되었다.
고속도로 건설의 발상 자체는 실업가의 스가하라 쓰사이가 1929년에 도쿄 ~ 오사카간에 306마일 64체인 (약493km)의 자동차전용 포장도로를 사업비 8,000만엔(당시)으로 건설하고 민간에서 운영하는 구상을 내세운 것이 최초다. 이 "일본 자동차도로 주식회사" 계획은 도로운영 회사자체도 여객, 화물수송(버스, 트럭 운행)을 해 일반의 자동차에도 유료통행을 시킨다라고 하는 철도사업과 유료도로사업의 절충적 구상으로 계획서도 당국에게 제출되었지만 자동차가 일반적으로 본격보급하기 이전의 시대로 불황과 그것에 이어지는 전시체제에 의해 완전히 실현하지 않았다. 발안자의 스가와라 자신이 상당히 투기적, 모험적인 정략가이며, 구미의 사례에 따라서 구상만을 주제넘게 나서게 한 감도 강하다.
독일의 아우토반에 자극받고 1938년경부터 고속도로인 자동차전용국도의 논의가 시작되었다. 1943년에 내무성이 전국자동차국도계획을 책정했다. 총연장은 5,790km, 설계 속도는 평탄부가 150km/h, 구릉부가 100km/h였다. 국방상의 요청도 있어 계획되었지만 1944년, 전쟁국면 때문에 중단되었다.
일본에 있어서의 고속도로가 본격적인 실현은 전후의 고도성장기에 미루어진다. 쇼와 30년대(1955년~1964년)에 들어서면서 같은 시기에 진행한 자동차화를 배경으로서 대도시간을 잇는 간선고속도로, 그리고 도쿄를 비롯한 대도시내의 도시고속도로가 급속되게 건설되어 가게 된다. 이것들은 국가적 시책으로서 계획이 입안되어, 일본도로공단에 관리를 맡기는 모양에서 21세기 초두까지 계속되어서 고속도로망의 정비가 촉진이 계속해서 되었다. 그 진전과 함께, 일본의 화물수송의 주력은 종래의 철도로부터 트럭에 의한 자동차수송을 주축으로 하게 되어갔다.
- 1963년 7월 16일: 일본 최초의 고속도로인 메이신 고속도로 릿토 나들목 - 아마가사키 나들목 구간이 개통.
- 2001년 3월 30일: 일본 도로 공단이 ETC를 도입.
- 2005년 10월 1일: 도로와 관계된 4개의 공단을 민영화. 구체적으로는 다음과 같다.
  - 일본도로공단:  동일본 고속도로,  중일본 고속도로,  서일본 고속도로로 분할.
  - 수도고속도로공단:  수도고속도로
  - 한신고속도로공단:  한신고속도로
  - 혼슈 시코쿠 연락교공단:  혼슈 시코쿠 연락 고속도로

## 도로표식
일본의 고속도로 및 자동차전용도로의 도로표식은 1963년에 제정되어 녹색 바탕에 흰색 글자로 된 것이 사용되고 있다.
서체는 시인성을 중시하고 일본도로공단이 개발한 독자적인 서체의 도로공단표준문자(공단문자, 공단고딕)이라고 불리는 것을 사용하고 있다. 1963년의 메이신 고속도로 개통에 임시 변통하는 형으로 실용화를 향해 표식에 사용하는 서체의 패턴이 몇종류인가 만들어져 시인성 등의 테스트가 행하여졌다. 공단문자는 표식으로서 게시했을 때 100km/h로 100-150m 앞에서 6초이내로 인식할 수 있게 제작되었다. 그 때문에 문자는 딱딱해 획수가 많은 문자의 일부를 생략하거나 밸런스를 무너뜨려서 시인성을 확보하거나 하고 있기 때문에 대단히 독특한 문자다. 과거에는, 문자를 생략했기 때문에 "틀리는 것이 아닐까" 라고 지적을 받은 적도 있다.
2010년의 레이아웃 변경으로 서체를 히라기노로 변경했다.
고속도로·자동차전용도로에의 액세스 표식에도 공단문자를 사용하고 있을 경우가 있다. 반대로 공단문자를 사용하지 않고 있을 경우도 있다. 또 신규 고속도로나 IC가 개통할 때에 명칭에 사용하는 문자가 없을 경우에는 새롭게 작성한다. (단 최근에서는, 고나체를 대용하는 적이 많다.)
수도고속도로나 한신고속로 등 도시고속도로나 지방도로공사관리의 자동차전용도로의 표식에는 1990년대 이후 고나 혹은 신고딕체가 주류가 되어 있다.
한편 어느 경우에 있어서도 숫자와 로마자는 통일된 서체를 사용하고 있다.

## 노선 번호
2016년 10월 24일, 일본의 고속도로에 노선 번호가 도입되었다. 노선 번호 부여 대상에는 고속자동차국도뿐만 아니라 일반국도 자동차 전용도로 또는 이들 도로망을 보완하는 보조 도로까지 포함되었다. 노선 번호를 정하는 데에는 2자리 이내의 기존 국도 번호를 활용하였으며, 노선 번호의 앞에 영단어 Expressway의 첫글자인 E를 추가로 부여하였다. 순환도로에는 E 대신 C를 사용하였으며, 동일 기종점 등 기능이 유사한 노선은 노선 번호 끝에 추가로 A를 부여하였다.

## 같이 보기
- 일본의 고속도로 목록
- 일본의 도로
- 일본의 일반 국도